# Sarąg Wielki
Sarąg Wielki – jezioro w Polsce w województwie warmińsko-mazurskim, w powiecie olsztyńskim, w gminie Olsztynek.

## Położenie
Według regionalizacji fizycznogeograficznej Polski jezioro leży na Równinie Olsztynka, natomiast według regionalizacji przyrodniczo-leśnej – w mezoregionie Puszcz Mazurskich, w dorzeczu Łyna–Pregoła. Z jeziora na północnym zachodzie wypływa mały ciek, kierując wody do jeziora Sarąg Mały. W pobliżu zachodniego brzegu znajduje się wieś Kurki.
Brzegi są wysokie i strome, porośnięte lasami, w części zachodniej niskie i płaskie, otoczone łąkami. Dno jest muliste, a ławica przybrzeżna piaszczysta.
Jezioro leży na terenie obwodu rybackiego rzeki Łyna – nr 2.

## Morfometria
Według danych Instytutu Rybactwa Śródlądowego powierzchnia zwierciadła wody jeziora wynosi 12,2 ha. Średnia głębokość zbiornika wodnego to 4,9 m, a maksymalna – 13,4 m. Objętość jeziora wynosi 595,0 tys. m³. Maksymalna długość jeziora to 650 m, a szerokość 350 m. Długość linii brzegowej wynosi 1600 m.
Inne dane uzyskano natomiast poprzez planimetrię jeziora na mapach w skali 1:50 000 według Państwowego Układu Współrzędnych 1965, zgodnie z poziomem odniesienia Kronsztadt. Otrzymana w ten sposób powierzchnia zbiornika wodnego to 11,0 ha. Lustro wody znajduje się na wysokości 126,4 m n.p.m.

## Przyroda
W skład pogłowia występujących ryb wchodzą m.in. leszcz, sandacz i szczupak. Wśród roślinności przybrzeżnej dominuje trzcina i pałka.